# Vendemmia

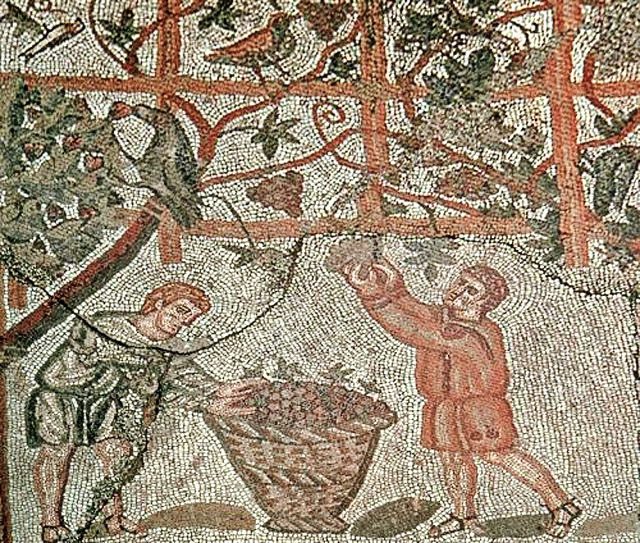
Raffigurazione della vendemmia in un antico mosaico romano.

La vendemmia è la raccolta delle uve da vino. Nel caso delle uve da tavola si usa semplicemente, come per l'altra frutta,  il termine raccolta.

## Periodo di raccolta
Il periodo di vendemmia varia tra luglio e ottobre (nell'emisfero boreale) e tra febbraio e aprile (nell'emisfero australe), e dipende da molti fattori, anche se in maniera generica si identifica con il periodo in cui le uve hanno raggiunto il grado di maturazione desiderato, cioè quando nell'acino il rapporto tra la percentuale di zuccheri e quella di acidi ha raggiunto il valore ottimale per il tipo di vino che si vuole produrre.
Se questo parametro è genericamente valido per le uve da tavola, nel caso di uve destinate alla produzione del vino è necessario considerare ulteriori parametri per decidere quando e come vendemmiare.
Il momento della vendemmia può dipendere da:
- condizioni climatiche: all'aumentare della latitudine le uve maturano più tardi;
- zona di produzione: nell'emisfero boreale le uve delle vigne esposte a sud maturano prima di quelle esposte a nord; inversamente nell'emisfero australe le uve delle vigne esposte a nord maturano prima di quelle esposte a sud;
- tipo di uva: i vitigni a bacca bianca maturano in genere prima dei vitigni a bacca rossa;
- tipo di vino che si vuole ottenere, determinato dalla maggiore o minore presenza di alcuni componenti, quali:
  - zuccheri, un maggior tenore di zucchero aumenterà il grado alcolico del vino prodotto; inoltre un giusto tenore zuccherino è indispensabile per avviare la fermentazione alcolica;
  - acidi, le sostanze acide sono necessarie sia per evitare la proliferazione di batteri (e quindi di malattie), sia per la successiva conservazione del vino;
  - componenti aromatici, variano durante la maturazione dell'uva, e contribuiscono a determinare le caratteristiche organolettiche del vino.

## Metodi di raccolta
I metodi di raccolta delle uve sono due:
- manuale: viene utilizzata per la produzione di vini di elevata qualità e degli spumanti metodo classico, in quanto è necessario operare una scelta selettiva dei grappoli; ciò comporta un inevitabile aumento dei costi di produzione; anticamente si schiacciava con i piedi.
- meccanico: esistono le macchine agevolatrici, che velocizzano il lavoro manuale, e le macchine vendemmiatrici. Per appezzamenti inferiori ai 50 ha sono generalmente delle macchine trainate accoppiate a un trattore; per vigneti di dimensioni maggiori sono macchine semoventi. La raccolta dell'uva avviene in due maniere: a scuotimento verticale nelle macchine di origine americana (Geneva Double Curtain) e a scuotimento laterale per le macchine francesi. Il prodotto che si stacca dalla pianta viene raccolto prima che tocchi terra, pulito da eventuali impurità e messo in una tramoggia che poi successivamente viene svuotata in rimorchi appositi. La vendemmia meccanica offre alcuni vantaggi, tra cui l'economicità rispetto a quella manuale. Per produzioni che soddisfino qualitativamente la cantina, è necessaria un'eliminazione manuale di quei grappoli che presentano malattie o non siano ancora maturi.

Una pratica utilizzata è quella delle cosiddette vendemmie scalari, che consiste nel raccogliere le uve di una stessa vigna in momenti successivi, a seconda del grado di maturazione dei singoli grappoli.
Un'altra pratica utilizzata è quella della cosiddetta vendemmia tardiva, che consiste nel ritardare l'epoca della vendemmia al fine di aumentare il tenore zuccherino dell'uva; questo procedimento è utilizzato per la produzione dei vini passiti.
A prescindere dal metodo utilizzato, durante la fase di raccolta delle uve occorre comunque rispettare alcune regole: è necessario evitare di raccogliere l'uva bagnata (da pioggia, rugiada o nebbia), in quanto l'acqua potrebbe influire sulla qualità del mosto; vanno evitate le ore più calde della giornata, per impedire l'inizio di fermentazioni indesiderate; i grappoli andranno riposti in contenitori non troppo capienti, per evitare lo schiacciamento degli stessi; infine l'uva dovrà essere trasportata (conferita) nei locali in cui sarà effettuata la vinificazione nel più breve tempo possibile, per evitare fermentazioni o macerazioni indesiderate.

## Storia
I romani dedicavano alla vendemmia una festività, i vinalia rustica, che veniva celebrata il 19 agosto; si trattava di una festività comune anche ad altre città latine, tant'è che Varrone racconta come sulle porte di Tusculum fosse scritto di non portare entro le mura il vino colto durante la vendemmia, prima di aver proclamato i Vinalia.